# Rushcutters Bay, New South Wales
Rushcutters Bay este o suburbie în Sydney, Australia.